# Лоран Бафи
Лоран Бафи (фр. Laurent Baffie; Монтреј, 18. април 1958) је француски глумац и аутор.